# Pentaeritritol tetranitrat
El pentaeritritol tetranitrat (PETN), amb fórmula química C₅H₈N₄O₁₂, és un dels explosius més potents de què es disposa.

## Usos
Com a explosiu és més sensible al xoc o la fricció que el trinitrotoluè i mai s'utilitza sol. Es fa servir com detonador de l'explosió.
Altres usos en medicina són com a vasodilatador, similar a com es fa amb la nitroglicerina.

## Producció
Per a produir PETN cal la nitrogenació del pentaeritritol amb una mescla d'àcid nítric concentrat i àcid sulfúric.
C(CH₂OH)₄ + 4 HNO₃ → C(CH₂ONO₂)₄ + 4 H₂O

## Història
La pentrita va ser sintetitzada el 1891 per Tollens i Wiegand. L'exèrcit alemany va utilitzar aquest explosiu a la Primera Guerra Mundial.
El 28 d'agost de 2009 va ser emprat en un atemptat (infructuós) suïcida contra el ministre d'interior d'Aràbia Saudita.
El 25 de desembre de 2009 Abdulfarouk Umar Muttalab, un nigerià de 23 anys intentà detonar aquest explosiu posat en la seva roba interior a un avió de la Northwest Airlines que anava a Amsterdam des de Detroit.